# (20898) Фаунтинхилс
(20898) Фаунтинхилс (лат. Fountainhills) — небольшой астероид внешней части главного пояса. Он был открыт 30 ноября 2000 года американским астрономом Чарльзом Джулзом в обсерватории Фаунтин-Хилс и назван в честь одноимённого города в Аризоне.

Орбита астероида Фаунтинхилси его положение в Солнечной системе